# Якубовский, Иван Иосифович
Иван Иосифович (Осипович) Якубовский (1838—1911) — генерал от инфантерии, член Военного совета Российской империи

## Биография
Родился 21 июля 1838 года, происходил из дворян Екатеринославской губернии.
Образование получил в Полоцком кадетском корпусе (1856) и Павловском военном училище, из которого выпущен 30 июня 1858 года прапорщиком в лейб-гвардии Финляндский полк, с прикомандированием к Николаевской инженерной академии, 17 октября 1860 года получил чин подпоручика.
13 января 1861 года произведён в штабс-капитаны и назначен на службу в штаб Отдельного Гвардейского корпуса, а потом последовательно служил в 9-м, 17-м и 3-м резервном стрелковых батальонах.
9 мая 1864 году произведён в капитаны и в следующем году поступил в Николаевскую академию Генерального штаба. По окончании курса, 28 октября 1867 года, за отличные успехи в науках, произведён в майоры, с назначением в штаб Финляндского военного округа.
30 июля 1868 года переведён в Генеральный штаб капитаном, с оставлением при штабе Финляндского военного округа и назначением на должность помощника старшего адъютанта. 2 января 1871 года назначен для поручений при штабе Финляндского военного округа; 21 марта 1872 года назначен на должность старшего адъютанта и 16 апреля того же года произведён в подполковники. 13 апреля 1875 года получил чин полковника.
23 февраля 1876 года был назначен начальником штаба 14-й пехотной дивизии.
Во время русско-турецкой войны 1877—1878 годов находился в действующей армии; при переправе через Дунай у Зимницы участвовал в сражении на Систовских высотах и при взятии Систова. Затем, состоя в отряде генерал-лейтенанта Радецкого, принимал участие во всех сражениях на Шипке, а также при взятии 28 декабря всей армии Весселя-паши; с этим же отрядом перешёл за Балканы и по заключении Сан-Стефанского мира возвратился в Россию. За боевые отличия в минувшей кампании был награждён золотой саблей с надписью «За храбрость» и орденами св. Анны 2-й степени с мечами, св. Владимира 3-й степени с мечами и 4-й степени с мечами и бантом.
8 мая 1879 года назначен начальником штаба 22-й пехотной дивизии. С 10 февраля 1884 года командовал 72-м пехотным Тульским полком, а 1 октября 1886 года ему был вверен лейб-гвардии Волынский полк, командиром которого Якубовский был утвержден 5 апреля 1887 года вместе с пожалованием ему чина генерал-майора.
16 апреля 1891 года состоялось назначение его начальником штаба 13-го армейского корпуса, в котором он прослужил только до 13 января 1892 года, а потом последовательно занимал должности: сначала помощника начальника штаба Московского воонного округа, а с 12 декабря 1892 года вплоть до назначения его членом Военного совета — помощника главного начальника военно-учебных заведений. В течение этого времени несколько раз исправлял должность главного начальника военно-учебных заведений, участвовал в трудах комиссий: по перссмотру штатов главных управлений военного министерства, по выработке нового положения для Финляндского кадетского корпуса и председательствовал в комиссии для обсуждения вопросов о единовременных расходах, вызываемых увеличением состава юнкеров Михайловского артиллерийского училища. 14 мая 1896 года произведён в генерал-лейтенанты.
В члены Военного совета назначен 15 января 1900 года. В генералы от инфантерии произведён 6 декабря 1906 года. С 1905 года состоял постоянным членом педагогического комитета Главного управления военно-учебных заведений. 1 января 1911 года формально уволен в отставку от должности члена Военного совета с мундиром и пенсией, но на следующий день вновь определён на службу с назначением состоять по Военному министерству и с зачислением в списки Генерального штаба и лейб-гвардии Волынского полка.
Военный министр А. Ф. Редигер характеризовал Якубовского как «честного и правдивого».
Скончался в Санкт-Петербурге 24 октября 1911 года, из списков исключён 4 ноября.

## Награды
Среди прочих наград Якубовский имел ордена:
- Орден Святой Анны 3-й степени (1869 год)
- Орден Святого Станислава 2-й степени (1874 год)
- Золотая сабля с надписью «За храбрость» (4 августа 1877 года)
- Орден Святого Владимира 4-й степени с мечами и бантом (1877 год)
- Орден Святой Анны 2-й степени с мечами (1878 год)
- Орден Святого Владимира 3-й степени с мечами (1879 год)
- Орден Святого Станислава 1-й степени (1891 год)
- Орден Святой Анны 1-й степени (6 декабря 1894 года)
- Орден Святого Владимира 2-й степени (6 декабря 1899 года)
- Орден Белого орла (6 декабря 1904 года)
- Орден Святого Александра Невского (30 августа 1908 года)